# Євсебія
Флавія Аврелія Євсебія (лат. Flavia Aurelia Eusebia, д/н — †360) — дружина римського імператора Констанція II.

## Життєпис
Народилася у Фессалоніках. Була донькою Флавія Євсебія, консула 347 року. Відзначалася красою. Взимку 353 року вийшла заміж за імператора Констанція II.
Завдяки своєму розуму та спритності швидко отримала значний вплив на чоловіка. Домоглася, щоб у 359 році її брати — Флавій Євсебій та Флавій Іпатій — стали консулами. Також Констанцій II звільнив родичів Євсебії від податків. Разом із тим не отримала титул Августи.
При цьому Євсебія була прихильницею Арія, підтримувала аріанство на сході імперії. Під її впливом Констанцій II також схилявся до аріанства. Водночас Євсебія намагалася допомогти грошима Ліберію, єпископу Рима, ворогу аріан, якого відправлено у заслання до Фракії. Проте той відмовився.
Під впливом Євсебії її чоловік спочатку звільнив у 355 році з-під домашнього арешту свого небожа Юліана. Незабаром Євсебія посприяла наданню Юліану титулу цезаря та відправлення до Галлії для боротьби з германськими племенами.
У 356 та 357 була присутня разом з Констанцієм II під час боротьби того з Магненцієм. Тоді ж відвідала Рим й Медіолан. Померла у 360 році у Константинополі, напевне, через ліки, що вживала проти безпліддя.